# Убивство харківського судді
Уби́вство ха́рківського судді́ — поширена у ЗМІ назва умисного вбивства судді Фрунзенського районного суду міста Харкова Володимира Трофімова та членів його родини, що сталося 15 грудня 2012 року в Харкові. Один з найбільш жорстоких і резонансних злочинів у новітній історії України.

## Загиблі
1. Трофімов Володимир Сергійович — суддя, колишній голова[5] Фрунзенського районного суду міста Харкова, 58 років;
2. Трофімова Ірина Костянтинівна — його дружина, пенсіонер, 59 років;
3. Трофімов Сергій Володимирович — їхній син, вебдизайнер[6], 30 років;
4. Зуєва Марія Ігорівна — цивільна дружина сина, працювала молодшим науковим співробітником у НДІ дерматології та венерології АМН України, 28 років[7].

## Обставини злочину

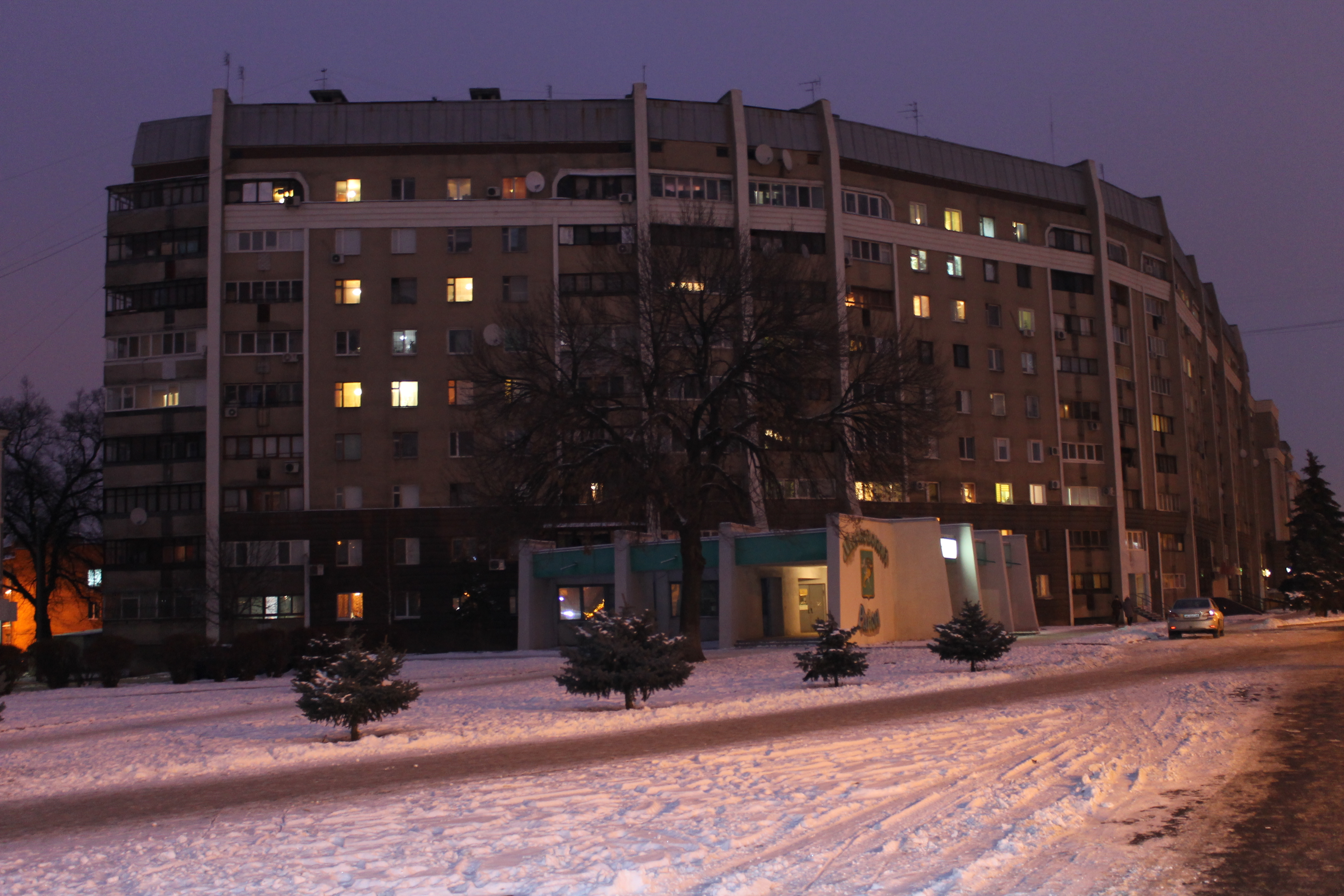
Місце злочину

Обезголовлені тіла судді, його дружини, сина і цивільної дружини сина були знайдені в суботу 15 грудня 2012 року у квартирі багатоповерхового житлового будинку, розташованого в Московському районі Харкова (Московський проспект, 85), де проживали жертви. Слідів злому на дверях не виявлено.
Час вчинення злочину — приблизно з 8 до 13 години. Можливо, вбивці зайшли у помешкання слідом за суддею, який вигулював собаку.
Прийомний син судді, 40-річний Валерій Завершинський, навідався до квартири, стурбований тим, що жоден телефон не відповідає. Він і викликав міліцію о 13.02 год. Виявилося, що голови всіх жертв відсутні на місці злочину.
Як було встановлено пізніше, син вбитого судді був обезголовлений ще прижиттєво; інші жертви померли внаслідок вогнепальних поранень у голову; їм відрізали голови після біологічної смерті дуже гострим предметом. Можливо, його принесли з собою. У Марії Зуєвої була прострелена долоня, так ніби вона намагалася захиститися від пострілу рукою. Сусіди нічого не чули.
15 грудня — професійне свято День працівників суду.

## Розслідування
Після знайдення тіл відкрито кримінальне провадження за ознаками п. 1 ч. 2 ст. 115 КК України («Умисне вбивство двох і більше осіб»). Створено слідчо-оперативну групу за участю працівників міліції, прокуратури та СБУ.
16 грудня Генеральний прокурор України Віктор Пшонка, Міністр внутрішніх справ Віталій Захарченко і Голова Служби безпеки України Ігор Калінін прибули до Харкова. Було призначено більше 30 експертиз — зокрема, судово-медична, судово-трасологічна, судово-імунологічна та інші. За першою інформацією, зловмисники готувалися до скоєння злочину заздалегідь.
17 грудня ГУ МВСУ в Харківській області оголосило винагороду в розмірі 200 тис. грн. за надання достовірної інформації, яка допоможе розкрити вбивство.
5 лютого 2013: з'явилася інформація, що у справі допитали 18 тисяч свідків; призначено 526 експертиз.
Народний депутат Геннадій Москаль 25 лютого заявив, що розслідування вбивства сім'ї харківського судді Володимира Трофімова «зайшло в глухий кут». Згодом керівництво правоохоронних органів розкритикувало цю точку зору.
|               | За моєю інформацією, зараз розслідування цього вбивства зайшло в глухий кут, і ніяких реальних версій нема. |
| — Г. Москаль, | |

|              | Геннадій Москаль — генерал міліції, тому він у силу свого професіоналізму не має права говорити про слідчий глухий кут. Не може бути глухого кута. Слідство завжди в стадії розслідування. |
| — В. Пшонка, | |

27 лютого Міністр внутрішніх справ Віталій Захарченко оприлюднив інформацію про те, що деякі речі убитого виявили в Донецькій області.
28 лютого: за словами начальника Головного слідчого управління МВС Василя Фаринника, затримано наркоторговців, які розплатилися за товар монетами з колекції[⇨] вбитого.
7 березня: правоохоронні органи затримали особу, яка, ймовірно, причетна до справи. Він мешканець Донецької області.
«Через помилки» 17 квітня була оновлена слідчо-оперативна група, що працює у справі. Начальник ГУ МВСУ в Харківській області визнав, що «були деякі речі, ряд моментів, на які, на жаль, не звернули уваги».
13 червня Міністр внутрішніх справ України Віталій Захарченко заявив, що в розслідуванні вбивства харківського судді Володимира Трофімова та членів його сім'ї з'явилася «цікава інформація».
25 жовтня: Більше 40 тисяч осіб допитано в рамках розслідування, проведено майже 800 експертиз, а кримінальне провадження налічує близько 500 томів. Слідчі, крім того, переглянули відеозаписи більше 60 камер спостереження, провели майже 60 обшуків.
22 листопада: у Харківській області затримали банду, в якої виявили близько 1500 дорогоцінних монет. За словами правоохоронців, ці монети можуть бути з колекції Трофімова.
У жовтні 2014 року правоохоронці востаннє на сьогодні звітували про хід досудового розслідування. За словами прокурора Харківської області, вбивці не знайдені, позитивного результату немає.
Тільки у вересні 2018 з'явилася нова інформація від МВС. Перший заступник голови Нацполіції В'ячеслав Аброськін повідомив, що правоохоронці виїжджали за кордон і спілкувалися там з деякими затриманими особами, що можуть бути причетні до злочину.

## Версії

### Етап вироблення версій
Від самого початку слідства було висунуто три основні версії:
1. вбивство, пов'язане з професійною діяльністю судді.
2. вбивство з метою заволодіння майном потерпілого.
3. вбивство на замовлення[27][7].
Згодом додалася четверта:
4. ритуальне вбивство.

#### Професійна діяльність судді

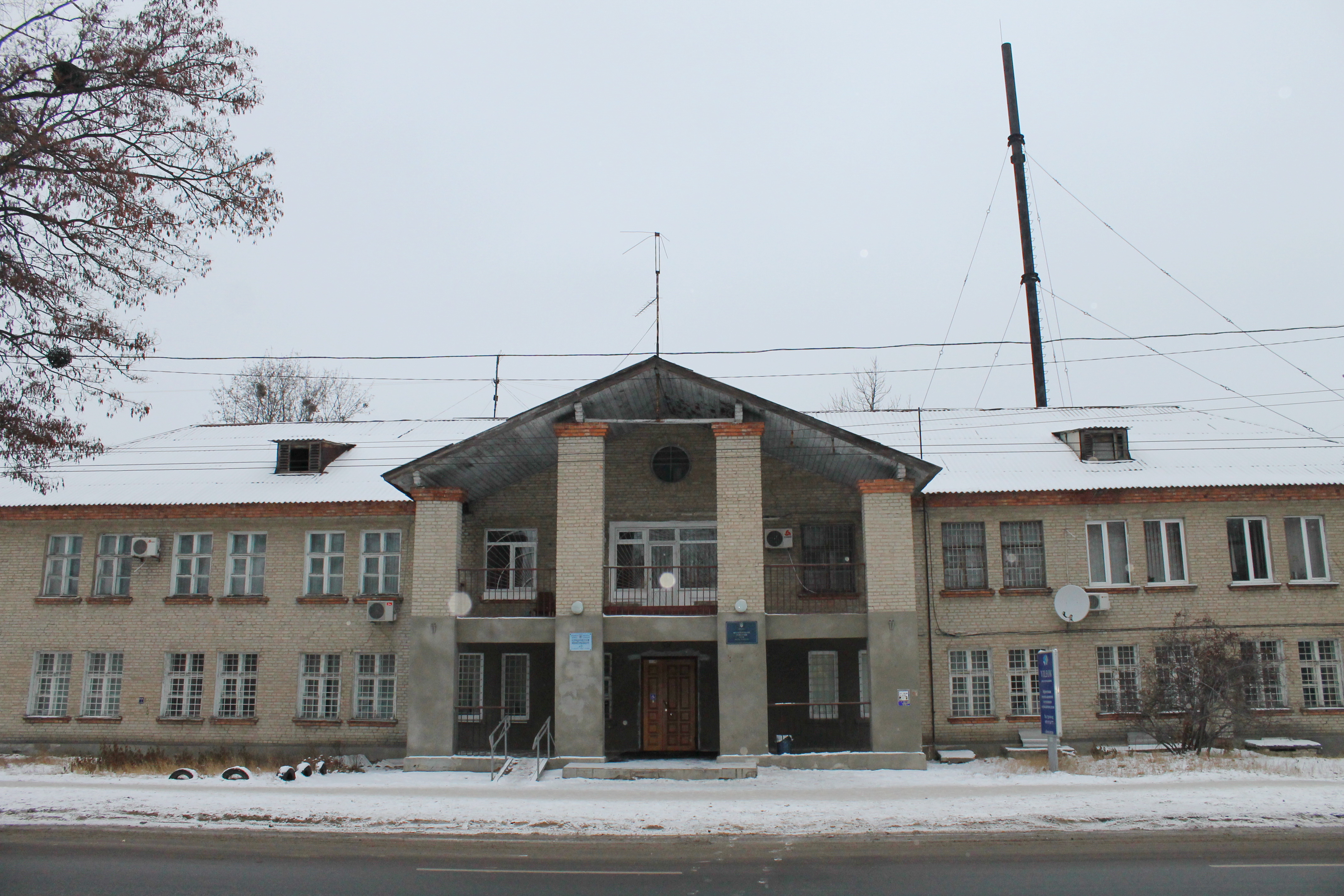
Фрунзенський районний суд

Професійна діяльність може мати значення, коли особу, що виконує певний службовий обов'язок, убивають з метою не допустити чи припинити таку діяльність, змінити її характер, або з мотивів помсти за неї:36.
Перша версія не знайшла вагомих аргументів своєї правдивості. Володимир Трофімов — суддя у другому поколінні. Двадцять років пропрацював головою Фрунзенського районного суду Харкова, останні десять — простим суддею. Трофімов був непублічним і, за словами колег, вів доволі скромний спосіб життя. Власного автомобіля не мав, на роботу приїздив громадським транспортом. «М'який і неконфліктний». У Вищій раді юстиції скарг на нього не було.
Вбитого суддю характеризували як юриста «старої школи», професіонала, який, однак, не вів резонансних справ. Щоправда, він мав допуск до державної таємниці № 1 (розглядав справи особливої секретності, учасниками в яких проходили співробітники спецслужб, давав дозволи на прослуховування чиновників).
Загалом з 2007 року у Фрунзенському районному суді Трофімов ухвалив понад 3000 судових рішень. Останнє засідання суддя провів 12 грудня, розглядав позов про виплату аліментів на утримання неповнолітньої дитини. За останній місяць Трофімов також розглядав справи, які стосувалися майнових питань, розлучень і невеликих крадіжок.

#### Заволодіння майном потерпілого
Умисне вбивство з корисливих мотивів здійснюється з метою отримання будь-яких матеріальних благ для себе або інших осіб (заволодіти грошима, коштовностями, цінними паперами, майном тощо), або досягнення іншої матеріальної вигоди. Корисливим також є вбивство, вчинене за винагороду:35.
Друга версія є більш вдалою: Трофімов був фаховим колекціонером. Частково колекцію (порцеляна, старовинні монети датовані 1690—1917 роками, ордени і медалі, живопис) успадкував від батька, теж судді. Більшу частину скупив на гроші, виручені від продажу родинного будинку на Донеччині. Зароблені гроші Трофімов теж здебільшого витрачав на справу свого життя — колекціонування.
Про колекцію Трофімова «ходили легенди». Її називали «найбільшою в СНД». Частина цієї колекції зникла.
|                                                                             | …Це десятки або сотні тисяч доларів. Певно, не менше мільйона доларів могла коштувати його колекція. |
| — Г. Ігумнов, голова Харківської обласної організації Асоціації нумізматів, | |

Проти цієї версії говорить те, що таку потужну колекцію Трофімов майже гарантовано не зберігав удома.
|               | …Для того, щоби вкрасти колекцію, не обов'язково чекати моменту, коли в квартирі перебувають четверо членів родини, і не обов'язково відрізати голови всім членам родини. |
| — Г. Ігумнов, | |

Та частина предметів колекції, що не була викрадена вбивцями, до Революції гідності зберігалася в будівлі Харківського УВС (тепер обласного управління Нацполіції). «Подальша їхня доля невідома».

#### Замовлення
Убивство, вчинене на замовлення — це вбивство, вчинене виконавцем за дорученням замовника:37.
Третя версія спирається на припущення, що замовником злочину міг стати названий син судді Валерій Завершинський (оскільки той накопичив чимало боргів — півмільйона доларів).
|                                                      | У 99 відсотках убивств із розчленуванням їх здійснювали близькі, родичі, ті, хто добре знав потерпілих. |
| — В. Картавих, ветеран харківського карного розшуку, | |

|               | Валера [пасинок судді Валерій Завершинський] – однозначно шахрай. |
| — Г. Ігумнов, |                                                                   |

У такому разі голови жертв могли відрізати для того, щоб забрати кулі й приховати сліди злочину, не «засвітивши» стволів.
Сусіди, які добре знали сім'ю, не вірять у причетність Завершинського.
Пізніше пасинок висловлював недовіру харківській міліції, просив створити нову слідчу групу, до якої включити Віталія Ярему та Геннадія Москаля.

#### Ритуал
Ритуальним є вбивство, що вчиняється з метою виконання певного релігійного обряду.
Четверта версія підживлюється моторошними обставинами злочину: відрізані і зниклі голови, збіг у датах. У цьому випадку зникнення колекції — тільки прикриття реальних мотивів. Тут підозра падає на вбитого ж рідного сина судді Сергія (ніби той був сектантом і замовив злочин, бажаючи своїй родині добра; або ж йому помстилися колишні спільники по чорним месам). У квартирі Трофімових знайшли касети з відеозаписами ритуальних убивств тварин. Ці плівки нібито належали окультисту Сергію, який до того неодноразово отримував психіатричне лікування. Саме йому ще живому відрізали голову і сталося це за день до його тридцятиріччя.
Сергій Трофімов нібито міг бути пов'язаний із сектою «Горня меса з вірою в темні сили і в ніч», члени якої у 2008 році перелізали горло 18-річному студенту на харківському кладовищі та випили його кров з ритуальної чаші.

### Етап відбору версій
У січні 2013 року Генеральний прокурор Віктор Пшонка оприлюднив інформацію про те, що в провадженні залишилося дві версії, одна з яких основна.
1. вбивство вчинене з метою заволодіння майном потерпілого, тобто тема колекціювання монет.
2. вбивство пов'язане з професійною діяльністю судді[39].

Не пізніше квітня 2013 року версія вбивства судді з метою заволодіння його майном стала основною в розслідуванні злочину. Слідство переконала та обставина, що вбитий був відомий як колекціонер дорогоцінних предметів.
Проте, за інформацією, яку правоохоронці отримали у 2018 році, мотив вбивства швидше за все був службовий — пов'язаний із діяльністю Трофімова як судді.

### Інші версії
- Харківського суддю та його родину могли вбити «перевертні в погонах»[29].
- Кредитори неблагополучного пасинка судді В. Завершинського вирізали всю його сім'ю[41] з метою залякування і примушування віддати борг[див.].
- Екзотичну версію висунув і сам Завершинський. Нібито, Президент України Віктор Янукович бажав зробити подарунок у вигляді колекції монет Трофімова Володимиру Путіну. Пропонували за колекцію 3 мільйони доларів, але отримали відмову[10].
- Адвокат Людмила Самойленко, яка добре знала Володимира Трофімова, висунула версію, що мотивом убивства могла стати кровна помста[42].
- Колишній заступник міністра внутрішніх справ України Михайло Корнієнко: оскільки ритуал з відрізанням голови часто використовують у деяких мусульманських країнах, можливо, в цій справі є «східний слід»[6].
- Тетяна Монтян: вбивство скоєне спецслужбами типу команди Пукача на замовлення деяких людей, котрі прагнуть залякати тих суддів, хто намагається не працювати «під замовлення» й оберігати власну репутацію[35].
- Криміналіст Василь Білоус вважає, що головною метою вбивства могло бути залякування. Криваве послання було адресовано комусь із близьких судді або навіть всьому суддівському корпусу. Трофімов та його родина — просто жертви обставин, де головною фігурою, усе ж, є суддя[16].
- Вбивством хотіли комусь «розчистити дорогу» в судді з найвищим допуском секретності напередодні російського вторгнення в Україну навесні 2014 року[30].

## Резонанс
Перші новини про харківську трагедію спричинили шокову реакцію у ЗМІ. «Один з найгучніших», «моторошний», «звірячий», «зухвалий злочин, що вражає своєю жорстокістю», «кошмар у Харкові», «наджорсткий», «нелюдський», «приголомшливі деталі», «зловісний ритуал» — такими епітетами оперували журналісти.
Реакцією в середовищі українських суддів був стрес і відсутність відчуття захищеності. На думку одного з суддів, держава зовсім не піклується про їх безпеку. Інші говорять про беззахисність служителів Феміди, зокрема, при веденні судових процесів. Невеликі суди зазвичай позбавлені будь-якої охорони, туди будь-хто може спокійно зайти і робити, що захоче.
19 грудня 2012 року судді Харківської області на загальних зборах звернулися до Президента України, Прем'єр-міністра, Голови Верховної Ради, Генпрокурора та Голови Ради суддів України по захист. У зверненні висловлюється обурення і стурбованість у зв'язку з жорстокою розправою. У документі йдеться також про те, що в силу специфіки суддівської професії майже в кожній справі є незадоволені рішенням суду. Завдання судді — відновити справедливість і ухвалити рішення, спираючись на закон, але не під впливом страху або інших чинників.
На думку юридичної спільноти, злочин досі залишається нерозкритим через непрофесійні дії правоохоронців.
Так, у Раді суддів України вважають незадовільним стан забезпечення безпеки суддів і те, що механізми протидії від протиправних посягань на суддів застосовують неефективно. У зверненні, прийнятому 21 червня 2013 року, йдеться про те, що перспективи справи виглядають дедалі сумнівнішими. Це призводить до дестабілізації діяльності судової влади, руйнує сподівання суспільства на ефективність роботи правоохоронних органів. Тривале розслідування обставин жорстокого вбивства створює в суспільстві атмосферу безкарності, а також розвіює віру в те, що вбивці будуть покарані за скоєне.
З іншої сторони, резонансне вбивство спровокувало хвилю критичних коментарів на адресу української судової системи в цілому. Були спроби витлумачити злочин як «помсту за несправедливе правосуддя».
Водночас, частину суспільства приголомшили жорстокі й неадекватні (на думку цієї частини суспільства) коментарі користувачів вебсайтів (Див., наприклад:). Деякі інтернет-видання на знак поваги до трагедії згодом заблокували функцію коментарів під відповідними публікаціями (Див., наприклад:).
У подальшому, тема неодноразово порушувалася в контексті посилення гарантій безпеки суддів.